# Mankilanjärvi
Mankilanjärvi är en sjö i Finland. Den ligger i kommunen Siikalatva i landskapet Norra Österbotten, i den centrala delen av landet, 500 km norr om huvudstaden Helsingfors. Mankilanjärvi ligger 48,9 meter över havet. Den är 1,04 meter djup. Arean är 2,6 kvadratkilometer och strandlinjen är 17,19 kilometer lång. Sjön  ingår i Siikajokis huvudavrinningsområde.   I omgivningarna runt Mankilanjärvi växer i huvudsak blandskog.
I övrigt finns följande i Mankilanjärvi:
- Pajusaari (en ö)
- Selkäsaari (en ö)

I övrigt finns följande vid Mankilanjärvi:
- Kärsämänjoki (ett vattendrag)